# Comuna Drabînivka, Novi Sanjarî
Drabînivka (în ucraineană Драбинівка) este o comună în raionul Novi Sanjarî, regiunea Poltava, Ucraina, formată din satele Dovha Pustoș, Drabînivka (reședința), Veselka și Vovkivka.

## Demografie
Componența lingvistică a comunei Drabînivka
     Ucraineană (97,64%)
     Rusă (1,96%)
     Alte limbi (0,33%)
Conform recensământului din 2001, majoritatea populației comunei Drabînivka era vorbitoare de ucraineană (97,64%), existând în minoritate și vorbitori de rusă (1,96%).